# Crédit de paiement
En comptabilité publique française, on distingue :
- les crédits d'engagement (ou autorisations de programme ou autorisations d'engagement), abrégés en AE ou AP, qui sont un niveau autorisé de dépenses futures ;
- les crédits de paiement, abrégés en CP, qui sont la ressource financière effective, équivalent strict du niveau du compte bancaire d'un particulier.

Les AE serviront à signer un contrat, les CP serviront à payer la facture. Une opération qui doit se dérouler sur plusieurs années a besoin d'AE à hauteur du niveau de dépense global, les CP ne peuvent lui être affectés qu'à hauteur des besoins de l'année en cours.
Ainsi, sur une année, une administration peut avoir des niveaux d'AE et de CP différents. Sur la longue période et si tout se passait exactement comme prévu, AE et CP seraient au même niveau, ce qui ne se constate pas généralement.

## Utilité
Le système d'AE/CP permet de suivre les projets, programmes, et autres besoins financiers. En fixant pour chaque détenteur un droit de tirage sur le trésor public soumis à un plafond d'autorisation d'engagement, l'État s'assurait que les besoins n'explosaient pas.
De plus, avant la LOLF, le système des AE/CP permettait en partie de pallier les déficiences de la comptabilité publique : il s'agissait d'une comptabilité de caisse, comme durant le Moyen-Âge, et non une comptabilité d'exercice en partie double comme il était de règle pour le secteur privé. Avec un tel système, une dépense n'apparaît qu'au moment où le trésorier fait le paiement, ce qui n'est pas acceptable pour une bonne gestion. En tenant, à côté de la comptabilité de caisse, une comptabilité des engagements pris, l'État restait en mesure de suivre précisément les dépenses.
Depuis la LOLF, dont l'application a commencé en 2006, seule la première utilité subsiste puisque l'État est passé à une comptabilité de droit commun et moderne, c'est-à-dire une comptabilité d'exercice.
À noter que par convention, les dépenses de personnel se font en « AE = CP ». Ce qui signifie notamment que l'embauche d'un fonctionnaire ne passe pas l'engagement de crédits à hauteur de l'ensemble des salaires et pensions qui pourraient lui être versés jusqu'à la fin de sa vie. En pratique, cela serait totalement inutile et bloquant, et juridiquement cela ne s'impose pas non plus dans la mesure où les agents publics ne signent pas de contrat et que l'État peut à tout moment mettre fin à leur service, par un acte d'autorité unilatéral. Ainsi, l'engagement n'est pris qu'au moment où la dépense est effectuée.